# Köprüköy (district)
Köprüköy is een Turks district in de provincie Erzurum en telt 18.909 inwoners (2007). Het district heeft een oppervlakte van 465,0 km². Hoofdplaats is Köprüköy.
De bevolkingsontwikkeling van het district is weergegeven in onderstaande tabel.
| 1997   | 2000   | 2007   |
| ------ | ------ | ------ |
| 23.642 | 21.310 | 18.909 |